# Rock Out with Your Cock Out
Rock Out with Your Cock Out оригінальний, чотирьохтрековий демо-запис гурту Sum 41, іноді називають демонстраційна стрічка 1998. Назву "Rock Out With Your Cock Out" є неофіційною, її придумали фани гурту.

## Список пісень
| #    | Назва                        | Тривалість |
| ---- | ---------------------------- | ---------- |
| 1.   | «Summer» (demo)              | 2:50       |
| 2.   | «Another Time Around» (demo) | 2:19       |
| 3.   | «What I Believe» (demo)      | 2:52       |
| 4.   | «Astronaut»                  | 1:48       |
| 9:49 |                              |            |